# بال‌آتشی‌های کوچک
بال‌آتشی‌های کوچک (نام علمی: Phoeniconaias) یک تیره از پرندگان از تیرهٔ بال‌آتشیان (Phoenicopteridae) است. این سرده دارای یک گونه زنده به نام فلامینگوی کوچک (Phoeniconaias minor) است که در جنوب صحرای آفریقا و غرب هند وجود دارد و گونه منقرض‌شده Phoeniconaias proeses از پلیوسن استرالیا که تصور می‌شود حتی کوچکتر بوده است.